# 1 000 kilomètres de Suzuka 1989
Navigation
Édition précédente Édition suivante
Les 1 000 kilomètres de Suzuka 1989, disputées le 3 décembre 1989 sur le Circuit de Suzuka, ont été la dix-huitième édition de cette épreuve et la dernière manche du Championnat du Japon de sport-prototypes 1989. Elle avait originellement été planifiée pour le 27 août 1989 mais avit dû petre repoussé pour cause de typhon.

## La course

### Classement de la course
Voici le classement officiel au terme de la course,.
- Les premiers de chaque catégorie du championnat du monde sont signalés par un fond jaune.
- Pour la colonne Pneus, il faut passer le curseur au-dessus du modèle pour connaître le manufacturier de pneumatiques.
- Les voitures ne réussissant pas à parcourir 75% de la distance du gagnant sont non classées (NC).

| Pos  | Classe | no  | Écurie                             | Pilotes                                              | Châssis                              | Pneus | Tours | Temps                           |
| Pos  | Classe | no  | Écurie                             | Pilotes                                              | Moteur                               | Pneus | Tours | Temps                           |
| ---- | ------ | --- | ---------------------------------- | ---------------------------------------------------- | ------------------------------------ | ----- | ----- | ------------------------------- |
| 1    | C      | 25  | Advan Alpha Nova                   | Kunimitsu Takahashi Stanley Dickens                  | Porsche 962C                         | Y     | 171   | 5 h 56 min 56 s 702             |
| 1    | C      | 25  | Advan Alpha Nova                   | Kunimitsu Takahashi Stanley Dickens                  | Porsche Type-935 3,0 l Flat-6 Turbo  | Y     | 171   | 5 h 56 min 56 s 702             |
| 2    | C      | 36  | Toyota Team TOM'S                  | Geoff Lees Hitoshi Ogawa Ross Cheever                | Toyota 89C-V                         | B     | 171   | + 59 s 930                      |
| 2    | C      | 36  | Toyota Team TOM'S                  | Geoff Lees Hitoshi Ogawa Ross Cheever                | Toyota R32V 3,2 l V8 Turbo           | B     | 171   | + 59 s 930                      |
| 3    | C      | 27  | FromA Racing                       | Akihiko Nakaya Harald Grohs Frank Jelinski           | Porsche 962C                         | B     | 169   | + 2 tours                       |
| 3    | C      | 27  | FromA Racing                       | Akihiko Nakaya Harald Grohs Frank Jelinski           | Porsche Type-935 3,0 l Flat-6 Turbo  | B     | 169   | + 2 tours                       |
| 4    | C      | 85  | Cabin Racing Team With Team LeMans | Takao Wada Akio Morimoto (ja)                        | March 88S                            | Y     | 169   | + 2 tours                       |
| 4    | C      | 85  | Cabin Racing Team With Team LeMans | Takao Wada Akio Morimoto (ja)                        | Nissan VG30 3,0 l V6 Atmo            | Y     | 169   | + 2 tours                       |
| 5    | C      | 100 | Trust Racing Team                  | George Fouché Steven Andskär                         | Porsche 962C GTi                     | D     | 157   | + 14 tours                      |
| 5    | C      | 100 | Trust Racing Team                  | George Fouché Steven Andskär                         | Porsche Type-935 3,0 l Flat-6 Turbo  | D     | 157   | + 14 tours                      |
| 6    | C      | 230 | Shizumatsu Racing                  | Syuuji Fujii Tetsuji Shiratori Seisaku Suzuki        | Mazda 757                            | D     | 146   | + 25 tours                      |
| 6    | C      | 230 | Shizumatsu Racing                  | Syuuji Fujii Tetsuji Shiratori Seisaku Suzuki        | Mazda 13G 2,0 l 3-Rotor              | D     | 146   | + 25 tours                      |
| 7    | A      | 73  | Youichirou Suzuki                  | Youichirou Suzuki Toshihiko Mochizuki Hajime Ooshiro | West 89S                             | D     | 144   | + 27 tours                      |
| 7    | A      | 73  | Youichirou Suzuki                  | Youichirou Suzuki Toshihiko Mochizuki Hajime Ooshiro | Mazda 12A 1,2 l 2-Rotor              | D     | 144   | + 27 tours                      |
| 8    | A      | 21  | Keiichi Mizutani                   | Ken'ichi Kaneko Keiichi Mizutani Masaki Furuhashi    | West 89S                             | D     | 141   | + 30 tours                      |
| 8    | A      | 21  | Keiichi Mizutani                   | Ken'ichi Kaneko Keiichi Mizutani Masaki Furuhashi    | Mazda 12A 1,2 l 2-Rotor              | D     | 141   | + 30 tours                      |
| 9    | A      | 99  | Team Jikanwari                     | Michihiko Hashimoto Souichirou Tanaka Hiroaki Ishii  | Oscar SK85                           | Y     | 136   | + 35 tours                      |
| 9    | A      | 99  | Team Jikanwari                     | Michihiko Hashimoto Souichirou Tanaka Hiroaki Ishii  | Mazda                                | Y     | 136   | + 35 tours                      |
| 10   | C      | 24  | Nissan Motorsport                  | Masahiro Hasemi Anders Olofsson                      | Nissan R89C                          | D     | 134   | + 37 tours                      |
| 10   | C      | 24  | Nissan Motorsport                  | Masahiro Hasemi Anders Olofsson                      | Nissan VRH35Z 3,5 l V8 Turbo         | D     | 134   | + 37 tours                      |
| 11   | A      | 67  | Joy Sport                          | Tsuguaki Ogura Hiromi Nishizawa Yoshiyuki Ogura      | Oscar SK90                           | D     | 134   | + 37 tours                      |
| 11   | A      | 67  | Joy Sport                          | Tsuguaki Ogura Hiromi Nishizawa Yoshiyuki Ogura      | Mazda                                | D     | 134   | + 37 tours                      |
| Abd. | C      | 26  | Advan Alpha Tomei                  | Kazuo Mogi Kenji Takahashi                           | Porsche 962C                         | Y     | 165   | N'est pas passé sous le drapeau |
| Abd. | C      | 26  | Advan Alpha Tomei                  | Kazuo Mogi Kenji Takahashi                           | Porsche Type-935K 2,9 l Flat-6 Turbo | Y     | 165   | N'est pas passé sous le drapeau |
| Abd. | C      | 55  | Omron Racing                       | Eje Elgh Vern Schuppan Keiji Matsumoto               | Porsche 962C                         | D     | 138   | Moteur                          |
| Abd. | C      | 55  | Omron Racing                       | Eje Elgh Vern Schuppan Keiji Matsumoto               | Porsche Type-935 3,0 l Flat-6 Turbo  | D     | 138   | Moteur                          |
| Abd. | C      | 50  | Tenoras Toyota SARD Racing Team    | Roland Ratzenberger Keiichi Suzuki                   | Toyota 89C-V                         | D     | 101   | Différentiel                    |
| Abd. | C      | 50  | Tenoras Toyota SARD Racing Team    | Roland Ratzenberger Keiichi Suzuki                   | Toyota R32V 3,2 l V8 Turbo           | D     | 101   | Différentiel                    |
| Abd. | C      | 16  | Leyton House Racing Team           | Masanori Sekiya Hideki Okada                         | Porsche 962C CK6                     | B     | 96    | Moteur                          |
| Abd. | C      | 16  | Leyton House Racing Team           | Masanori Sekiya Hideki Okada                         | Porsche Type-935 3,0 l Flat-6 Turbo  | B     | 96    | Moteur                          |
| Abd. | C      | 38  | Toyota Team TOM'S                  | Johnny Dumfries Paolo Barilla                        | Toyota 89C-V                         | B     | 95    | Suspension                      |
| Abd. | C      | 38  | Toyota Team TOM'S                  | Johnny Dumfries Paolo Barilla                        | Toyota R32V 3,2 l V8 Turbo           | B     | 95    | Suspension                      |
| Abd. | C      | 202 | Mazdaspeed                         | Yoshimi Katayama Yōjirō Terada Takashi Yorino        | Mazda 767B                           | D     | 82    | Transmission                    |
| Abd. | C      | 202 | Mazdaspeed                         | Yoshimi Katayama Yōjirō Terada Takashi Yorino        | Mazda 13J 2,6 l 4-Rotor              | D     | 82    | Transmission                    |
| Abd. | A      | 8   | Yoshifumi Yamazaki                 | Yoshifumi Yamazaki Masaki Oohashi Naoto Chikada      | West 89S                             | D     | 42    | Retrait                         |
| Abd. | A      | 8   | Yoshifumi Yamazaki                 | Yoshifumi Yamazaki Masaki Oohashi Naoto Chikada      | Mazda 12A 1,2 l 2-Rotor              | D     | 42    | Retrait                         |
| Abd. | A      | 3   | HA?TE!NA Racing Team               | Zenkichi Maruko Ryousuke Nozaki Masami Miyoshi       | West 89S                             | Y     | 28    | Circuit du carburant            |
| Abd. | A      | 3   | HA?TE!NA Racing Team               | Zenkichi Maruko Ryousuke Nozaki Masami Miyoshi       | Mazda 12A 1,2 l 2-Rotor              | Y     | 28    | Circuit du carburant            |
| Np.  | C      | 88  | British Barn Racing Team           | Jiro Yoneyama Kiyoshi Misaki (en) Hideo Fukuyama     | BB 89R                               | D     | -     | Moteur                          |
| Np.  | C      | 88  | British Barn Racing Team           | Jiro Yoneyama Kiyoshi Misaki (en) Hideo Fukuyama     | Ford Cosworth DFZ 3,5 l V8 Atmo      | D     | -     | Moteur                          |

## Pole position et record du tour
- Pole position :  Geoff Lees (#37 Toyota Team Tom's) en 1 min 49 s 674
- Meilleur tour en course :  Geoff Lees (#37 Toyota Team Tom's) en 1 min 56 s 352

## À noter
- Longueur du circuit : 5,859 km
- Distance parcourue par les vainqueurs : 1 001,963 km